# (35407) 1997 YF11
1997 YF11 (asteroide 35407) é um asteroide da cintura principal. Possui uma excentricidade de 0.12014420 e uma inclinação de 7.50864º.
Este asteroide foi descoberto no dia 28 de dezembro de 1997 por NEAT em Haleakala.